# مصعب بن عمیر
مصعب بن عمیر بنا بر بعضی منابع شیعه هجدهمین فردی بود که مسلمان شد. وی از اشراف‌زادگان مکه بود و مدت‌ها ایمان خود را از پدر و مادر خود مخفی نگاه داشته بود. سرانجام وقتی مسلمانی او آشکار شد خویشاوندان‌اش وی را طرد کردند. بعدها در نخستین هجرت به حبشه شرکت کرد و پس از بازگشت در شعب ابی طالب محمد را همراهی می‌کرد. وی پیش از پیمان عقبه اول به عنوان اولین معلم قرآن به یثرب اعزام شد. در جنگ بدر و جنگ احد پرچم دار سپاه اسلام بود و در جریان جنگ احد و هنگام دفاع از محمد در سال سوم هجری در سی سالگی کشته شد. محمد بعد از خاتمه جنگ احد رو به جنازه مصعب گفت: «گواهی می‌دهم که لباس تو در مکه از همه فاخرتر بود ولی تو با پذیرش اسلام به آن وضع پشت پا زدی».